# Голлі (Мічиган)
Голлі (англ. Holly) — селище (англ. village) в США, в окрузі Окленд штату Мічиган. Населення — 5997 осіб (2020).

## Географія
Голлі розташоване за координатами 42°47′56″ пн. ш. 83°37′23″ зх. д. / 42.79889° пн. ш. 83.62306° зх. д. (42.798799, -83.622967).  За даними Бюро перепису населення США в 2010 році селище мало площу 7,90 км², з яких 7,16 км² — суходіл та 0,74 км² — водойми.

## Демографія
Згідно з переписом 2010 року, у селищі мешкало 6086 осіб у 2453 домогосподарствах у складі 1538 родин. Густота населення становила 771 особа/км².  Було 2703 помешкання (342/км²).
Расовий склад населення:
| - 95,0 % — білих - 1,2 % — чорних або афроамериканців - 0,6 % — корінних американців - 0,6 % — азіатів |

До двох чи більше рас належало 1,9 %. Частка іспаномовних становила 3,6 % від усіх жителів.
За віковим діапазоном населення розподілялося таким чином: 25,5 % — особи молодші 18 років, 62,0 % — особи у віці 18—64 років, 12,5 % — особи у віці 65 років та старші. Медіана віку мешканця становила 36,3 року. На 100 осіб жіночої статі у селищі припадало 94,8 чоловіків;  на 100 жінок у віці від 18 років та старших — 92,1 чоловіків також старших 18 років.
Середній дохід на одне домашнє господарство  становив 58 708 доларів США (медіана — 53 396), а середній дохід на одну сім'ю — 65 024 долари (медіана — 60 575). Медіана доходів становила 46 082 долари для чоловіків та 32 533 долари для жінок. За межею бідності перебувало 14,1 % осіб, у тому числі 19,3 % дітей у віці до 18 років та 13,3 % осіб у віці 65 років та старших.
Цивільне працевлаштоване населення становило 2827 осіб. Основні галузі зайнятості: виробництво — 24,7 %, освіта, охорона здоров'я та соціальна допомога — 14,5 %, роздрібна торгівля — 13,7 %.